# Plate-forme PSA eVMP
La plate-forme PSA eVMP (pour Electric Vehicle Modular Platform) est une plate-forme conçue par le Groupe PSA. Cette plate-forme a été développée pour les véhicules des segments C (compacts) et D (familiales).

## Histoire
Attendue pour 2023, elle servira de base pour la production de véhicules zéro émission pour les segments C et D.

## Véhicules utilisant la plate-forme
PSA a annoncé que le premier véhicule sera un SUV du segment C, ce véhicule sera la  troisième génération de Peugeot 3008 qui sera produit à Sochaux.

## Caractéristiques techniques
Cette plateforme est une évolution de la plateforme EMP2 permettant ainsi une limitation du coût de R&D. Selon PSA, cette nouvelle plate-forme permettra l'intégration de batteries de 60 à 100 kWh avec une capacité de 50kWh/m entre les roues permettant ainsi de proposer une autonomie de 400 km à 650 km (cycle WLTP).
La plateforme eVMP autorisera différentes configurations, avec des tractions ou des transmission intégrale, pour une puissance maximale de 250 kW (340 ch). Les batteries seront conçu en partenariat avec la société SAFT. Les moteurs électriques seront issus de la coentreprise Nidec-PSA emotors.